# Diwo (jezioro)
Diwo (ros. Диво) – jezioro polodowcowe (zaporowe) w zachodniej Rosji, w osiedlu wiejskim Titowszczinskoje rejonu diemidowskiego w obwodzie smoleńskim.

## Geografia
Jezioro znajduje się w dorzeczu rzeki Kaspla, 21,5 km na południowy wschód od miasta Diemidow. Połączone jest kanałem z sąsiednim jeziorem Akatowskoje. Brzegi są wysokie, miejscami piaszczyste. Nad jeziorem utworzono bazę turystyczną. Dno jest nierówne. Akwen jest pomnikiem przyrody.